# 腺叶荚蒾
腺叶荚蒾（学名：Viburnum lobophyllum var. silvestrii）为忍冬科荚蒾属下的一个变种。